# Degeeriella phlyctopygus
Degeeriella phlyctopygus är en insektsart som först beskrevs av Nitzsch in Giebel 1861.  Degeeriella phlyctopygus ingår i släktet strållöss, och familjen fjäderlöss. Arten är reproducerande i Sverige.